# Cuscuta lophosepala
Cuscuta lophosepala är en vindeväxtart som beskrevs av Butkov. Cuscuta lophosepala ingår i släktet snärjor, och familjen vindeväxter. Inga underarter finns listade i Catalogue of Life.